# حسيه السفلى (دوعن)
'

تعديل مصدري - تعديل

حسيه السفلى هي إحدى قرى عزلة صيف بمديرية دوعن التابعة لمحافظة حضرموت، بلغ تعداد سكانها 96 نسمة حسب تعداد اليمن لعام 2004.